# Жумажанов, Нажметдин Уакпаевич
Нажметдин (Нажмиден) Уакпаевич Жумажанов (1926—2005) — буровой мастер Сургутской нефтеразведочной экспедиции; Герой Социалистического Труда (1975).

## Биография
Родился 20 октября 1926 года в селе Аул-Щучье Барабинского округа Сибирского края (ныне — Чановского района Новосибирской области, в крестьянской семье. Казах.
В 1944 году был призван в Красную Армию, участвовал в боях на фронтах Великой Отечественной войны, в войне с Японией. После победы продолжал службу в армии. В 1951 году был демобилизован.
Вернувшись на родину, в 1951 году начал свой трудовой путь буровым рабочим Барабинской буровой партии треста «ЗапСибнефтегеология». В том же году стал бурильщиком Тарской, в 1953 году — Ипатовской буровых партий.
В 1954 году окончил курсы буровых мастеров. Работал буровым мастером в Саргатской (1954—1955 годы), Новологиновской (1955—1959 годы), Охтеурской (1959—1961 годы) нефтеразведках.
В 1961 году перешёл в Сургутскую нефтеразведочную экспедицию, где также работал буровым мастером. При непосредственном участии Жумажанова открыты Быстринское, Вачимское, Вынгинское, Западно-Сургутское, Лянторское, Тайбинское, Федоровское, Холмогорское нефтяные месторождения.
С 1978 года был заместителем начальника Районной инженерно-технологической службы Сургутской нефтеразведочной экспедиции. В 1981—1986 годах Н. У. Жумажанов — буровой мастер инструкторской бригады Государственного геологического предприятия «Обьнефтегазгеология».
Жил в городе Сургуте Ханты-Мансийского автономного округа. С 1986 года и до самой смерти проживал в Тюмени. 
Умер 27 февраля 2005 года в Тюмени, похоронен на Червишевском кладбище (Червишево-2) .

## Награды и Звания
- Указом Президиума Верховного Совета СССР от 17 января 1975 года за выдающиеся успехи в досрочном выполнении заданий девятой пятилетки, социалистических обязательств 1974 года и достижение высоких технико-экономических показателей при бурении разведочных скважин Жумажанову Нажмидену Уакпаевичу присвоено звание Героя Социалистического Труда с вручением ордена Ленина и золотой медали «Серп и Молот».
- Награждён двумя орденами Ленина (1971, 1975), орденами Красной Звезды (1945), Отечественной войны 1-й степени (1985), а также медалями, среди которых серебряная и бронзовая медали ВДНХ (1973, 1976); отраслевыми наградами: знаком «Отличник разведки недр» (1970), дипломом «Первооткрыватель месторождения» (1986, Федоровское).
- Лауреат Государственной премии (1976, за выдающиеся достижения в труде, инициативу в развитии социалистического соревнования, за повышенную эффективность использования бурового оборудования).
- Звание «Почетный гражданин города Сургута» присвоено решением горисполкома 31 марта 1981 года[2].